# Festas em honra de São Gonçalinho
Festas em honra de São Gonçalinho, ou simplesmente Festas de São Gonçalinho, são as celebrações populares tradicionais que ocorrem anualmente no bairro da Beira-Mar, na cidade de Aveiro, em Portugal.

## Descrição

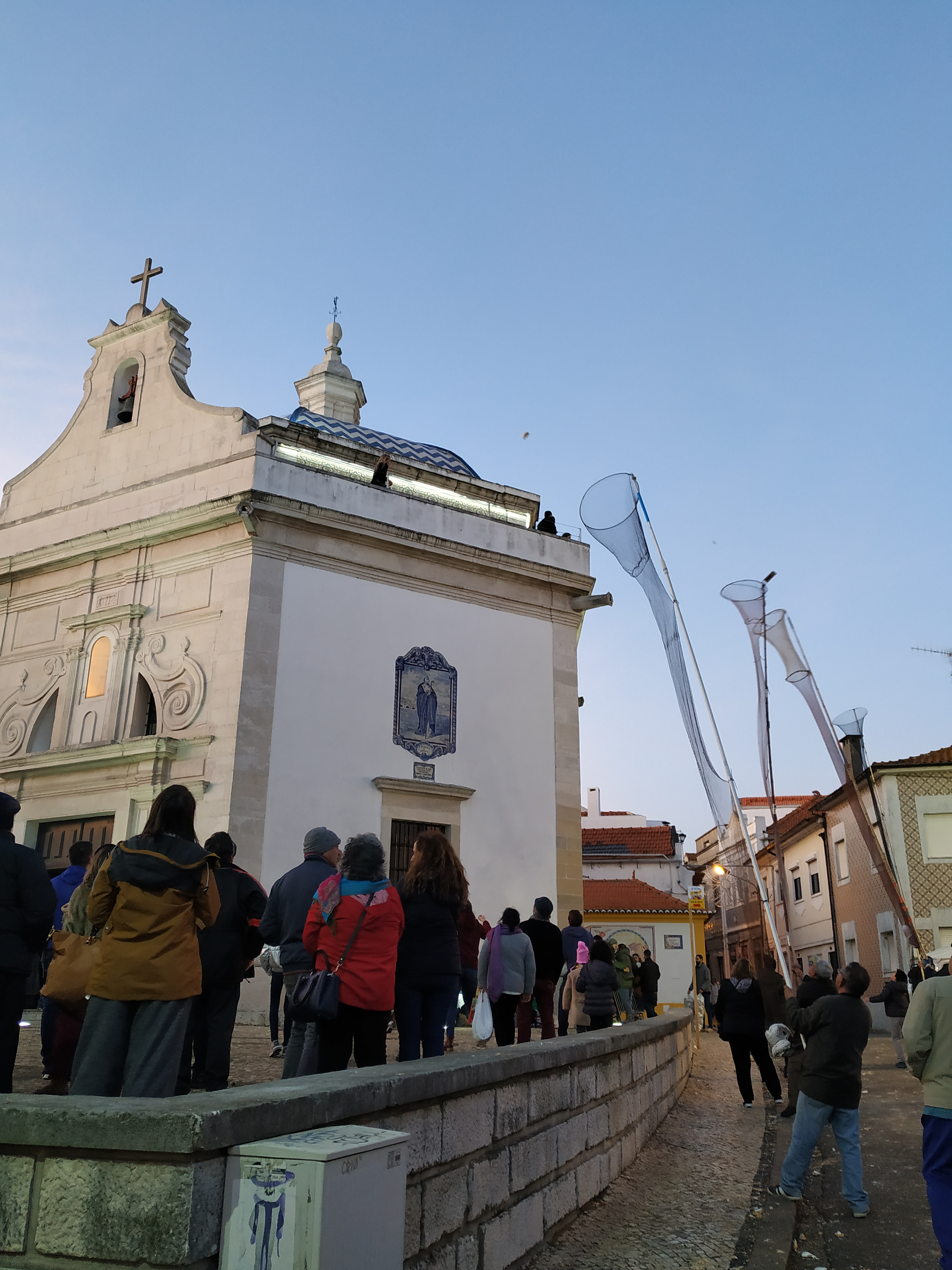
Todos os anos, centenas de devotos atiram cavacas do topo da Capela de São Gonçalinho, de forma a pagar promessas.

Realizada anualmente em honra de São Gonçalo de Amarante, no domingo mais próximo do dia 10 de janeiro, esta festa é caracterizada pelo "pagamento" de promessas pelos seus devotos, através do arremesso de cavacas do corredor lateral que circunda o topo da capela com o mesmo nome, para a multidão em baixo. Esta, utiliza os mais variados utensílios para apanhar os doces (guarda-chuvas virados ao contrário, camaroeiros (nassas) ou simplesmente com as mãos), que depois os comem ou levam para casa. São inúmeros os quilos de cavacas que são lançados durante os dias dos festejos.
Outro ritual desta festa, realizado no interior da capela, relaciona-se com a “entrega do ramo” aos mordomos encarregues da romaria do ano seguinte. Trata-se de um ramo de flores artificiais, conservado há muitos anos, tendo, por isso, um alto valor simbólico. A Festa de S. Gonçalinho inclui, ainda, a “Dança dos Mancos”, ritual realizado também dentro da pequena capela. Esta dança é executada por um grupo de homens que, fingindo-se de mancos e deficientes físicos, se movem, circularmente, mancando e dançando ao som de cantares populares entoados pelos próprios.

## História
As Festas de São Gonçalinho têm uma história que remonta ao século XVIII, quando os pescadores do bairro da Beira-Mar ergueram uma capela dedicada a São Gonçalo de Amarante. Inicialmente modestas, as festividades ganharam relevância ao longo dos anos.
No século XIX, as festas já incluíam procissões, missas, arraiais e espetáculos de fogo de artifício, evidenciando a sua expansão e crescente importância. Ao longo dos anos subsequentes, as celebrações continuaram a crescer, apresentando uma programação diversificada que abrange missas, procissões, arraiais, concertos e fogos de artifício, além do característico lançamento de cavacas.
Atualmente, as Festas de São Gonçalinho são uma das maiores festividades de Aveiro, atraindo milhares de visitantes de todo o país. O evento tornou-se uma oportunidade não apenas para homenagear o santo padroeiro, mas também para preservar e promover a cultura e as tradições da cidade.

## Cavacas

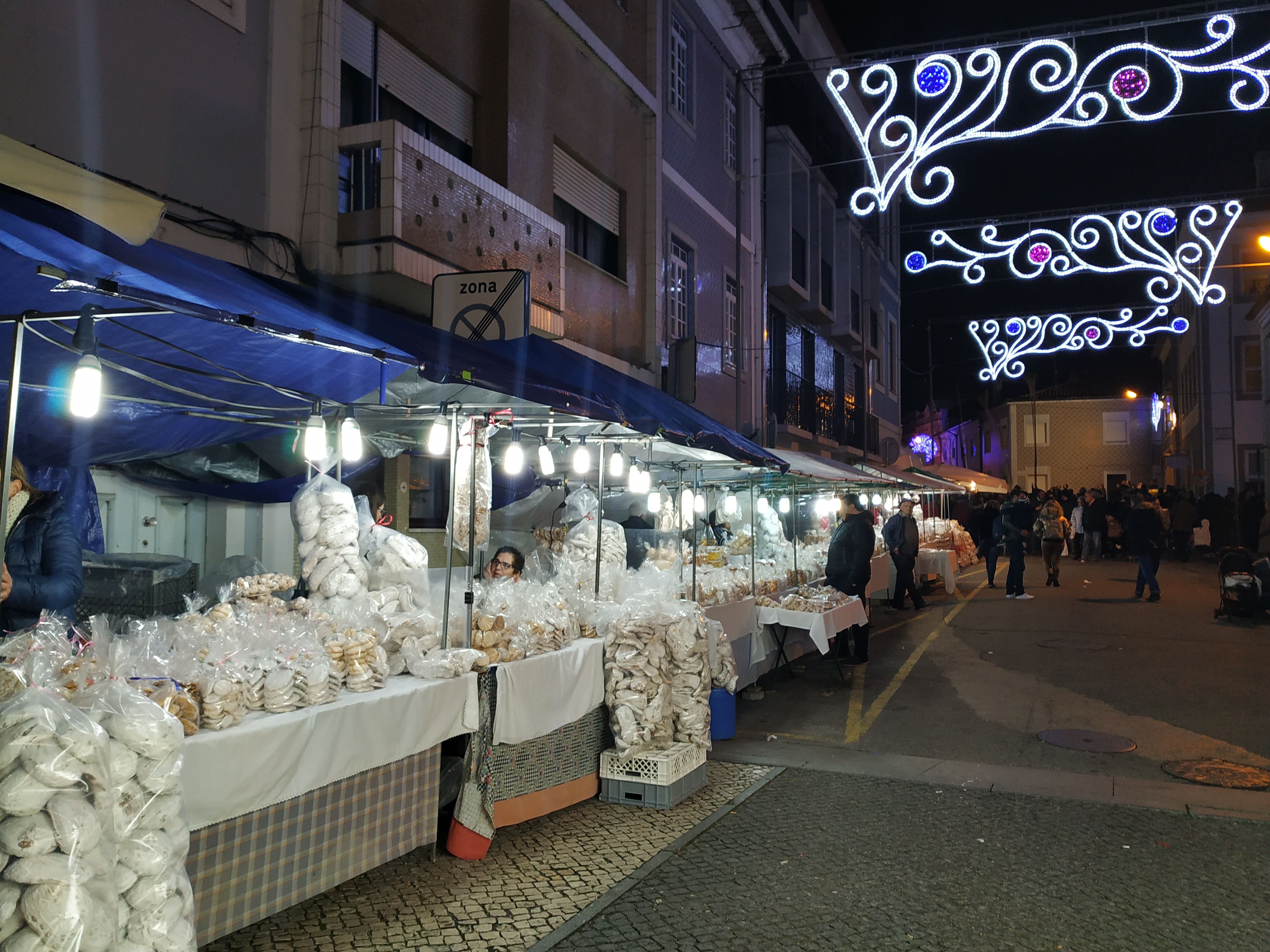
Venda de cavacas, junto à capela.

As cavacas de São Gonçalinho, um doce tradicional lançado durante as festividades, desempenham um papel simbólico como forma de pagamento de promessas feitas ao santo. Estas delícias doces, secas e cobertas de açúcar, representam ofertas de devotos que expressam gratidão e buscam a realização de desejos através da devoção a São Gonçalinho.
Além do seu significado religioso, as Festas de São Gonçalinho assumem um papel crucial na dinâmica económica local, atraindo visitantes e gerando receitas para o comércio e a restauração. Este evento contribui, assim, para o fortalecimento da identidade cultural de Aveiro e para o desenvolvimento da sua economia.